# Judecătorul din Bodrum
Judecătorul din Bodrum (în turcă Bodrum Hâkimi) este un film turcesc din 1976, regizat de Türkan Șoray și avându-i în rolurile principale pe Türkan Șoray și Kadir İnanır⁠(d). Acest film cu subiect romantic este unul dintre cele patru filme regizate de Türkan Șoray și a dobândit o mare faimă la vremea apariției sale. Muzica filmului a fost compusă de Cahit Berkay⁠(d).

## Distribuție
- Türkân Șoray
- Kadir İnanır⁠(d)
- Yıldırım Gencer⁠(d)
- Mahmut Hekimoğlu⁠(d)
- Kadir Savun⁠(d)
- Nubar Terziyan⁠(d)

## Sursă de inspirație
Subiectul filmului are la bază o baladă populară locală inspirată de un eveniment real. Balada populară și, prin urmare, filmul prezintă povestea lui Mefaret Tüzün, una dintre primele femei judecători din Republica Turcia, care a fost numită judecătoare în orașul Bodrum în 1951 și s-a sinucis acolo în 1954 din motive care nu au fost lămurite nici până în prezent și au făcut obiectul mai multor speculații.
Potrivit unei astfel de speculații, Mefaret Tüzün s-a sinucis după ce a condamnat la moarte un deținut de care se îndrăgostise.
O biografie completă a lui Mefaret Tüzün, care s-a născut în 1906 în orașul Tavșanlı din provincia Kütahya, a fost scrisă și publicată de Belkıs Öztin Koparanoğlu în 2002, la mult timp după film.

## Bibliografe
- Belkıs Öztün Koparanoğlu (2002). Bodrum Hakimi. Simge Kitabevi. ISBN 975-654809-3 Verificați valoarea |isbn=: checksum (ajutor).
- Agâh Özgüç (2005). Türlerle Türk sineması: Dönemler, modalar, tiplemeler.